# 楊銘宇黄燜鶏米飯
楊銘宇黄燜鶏米飯（ヨウメイウファンメンジーミイファン）は済南出身のヤン・シャオルーが創業した煮込み鶏チェーン店である。黄燜鶏米飯は中国山東省の郷土料理で、醤油ベースのとろみのあるスープが特徴である。揚げジャガイモ、ピーマン、人参、ショウガ等の野菜と、鶏肉を煮込んだ土鍋定食として提供される。
中国各地での煮込み鶏飯人気のきっかけとなった。店名は彼の息子の名前に由来している。彼がレストランを自分のものだと考えていることを暗示している、息子のように扱ってください、という意味を込めている。現在、楊銘宇黄燜鶏米飯は全世界で約6,000店舗をオープンした。中国のほか、ヨーロッパ、アメリカ、日本などにも進出している。

## 日本進出
日本での店舗は以下の通りである。
- 高田馬場店
- 御徒町店
- 赤羽店
- 日本橋店（関西）
- 内本町店